# Embaixada do Brasil em Madrid
A Embaixada do Brasil em Madrid é a principal missão diplomática brasileira na Espanha. Está localizada na Calle Fernando El Santo, número 6. Além da embaixada, o governo brasileiro mantém dois consulados-gerais no país: em Madrid e em Barcelona.
O edifício onde encontra-se a embaixada é propriedade do Brasil desde 1944. A maior parte do mobiliário e dos elementos decorativos que então estavam no prédio foram igualmente adquiridos e ainda hoje adornam a embaixada.